# Borvocarbo
Borvocarbo — викопний рід сулоподібних птахів родини бакланових (Phalacrocoracidae), що існував у пізньому олігоцені та ранньому міоцені в Європі. Три види Borvocarbo описані з решток, що знайдені в Німеччині та Франції.